# Zio Paperone e il vascello fantasma
Zio Paperone e il vascello fantasma (The Flying Dutchman) è una storia a fumetti del 1959 con personaggi della Walt Disney, scritta e disegnata da Carl Barks.
Un'altra storia con lo stesso titolo, ma dalla trama un po' diversa, scritta da Guido Martina e disegnata da Giorgio Cavazzano, fu pubblicata su Topolino n.1205 il 31 dicembre 1978.
Un'altra ancora, scritta e disegnata da Guido Scala, fu pubblicata su Topolino n.1526 il 24 febbraio 1985.
Prima delle tre, però, su Topolino n.174 del 10 novembre 1957 fu pubblicata Paperino e la leggenda dello Scozzese Volante, scritta e disegnata da Romano Scarpa con le chine di Luciano Gatto, che narrava del vascello da cui regolarmente piovevano sardine su Tegucigalpa.

## Storia editoriale
Venne pubblicata per la prima volta negli USA nel n. 25 della testata Uncle Scrooge, datato marzo 1959. In Italia venne pubblicata per la prima volta lo stesso anno sul n. 218 di Topolino.

## Trama
Acquistato quel che resta di un'antica compagnia di navigazione, Paperon de' Paperoni viene a conoscenza della misteriosa scomparsa di una nave avvenuta nel 1659 durante una spedizione nei pressi del Capo di Buona Speranza. Pensando di poter ritrovare il relitto dell'imbarcazione (assieme al suo prezioso carico), organizza una spedizione insieme a nipoti. Durante le ricerche si imbattono in una nave volante illuminata da strane luci che naviga controvento. In seguito alla spaventosa apparizione, i paperi comprendono di essersi trovati davanti al leggendario Olandese Volante.
Nonostante ciò, le ricerche proseguono, conducendo l'imbarcazione dei nostri sempre più a Sud, fino a toccare le terre antartiche. Qui, però, scoprono il segreto della leggendaria imbarcazione: imprigionata in un enorme iceberg, illuminato questo dalla luce solare, riflette l'immagine del vascello a centinaia di chilometri di distanza, dando anche l'impressione di essere illuminata da luci infernali. Fatta questa fondamentale scoperta, risulta piuttosto semplice scavare nel ghiaccio ed estrarre dalla nave ciò che cercavano.